# Eddie Condon
Pour les articles homonymes, voir Condon.
Albert Edwin “Eddie” Condon, est un guitariste et chef d'orchestre américain (Goodland, Indiana, 1905 - 1973).

## Discographie
- The Minor Drag (avec Fats Waller, 1929)
- There'll be some changes made (1954)